# Mick Aston

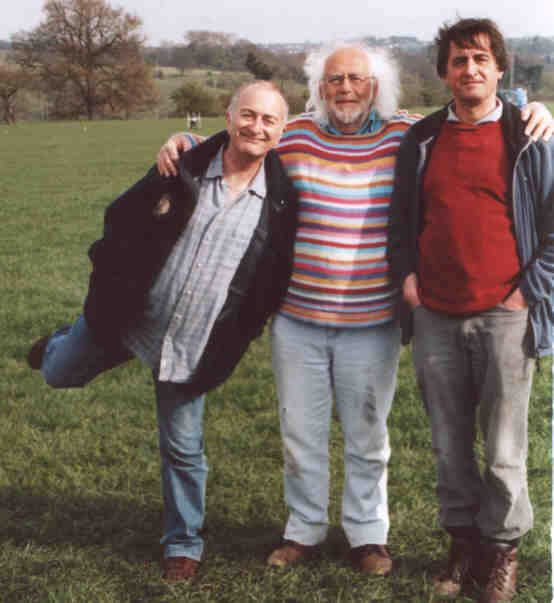
Mick Aston (Mitte) in seinem Markenzeichen, dem gestreiften Pullover, flankiert von Tony Robinson und Guy de la Bédoyère

Michael (Mick) Antony Aston (* 1. Juli 1946 in Oldbury; † 24. Juni 2013 in Winscombe) war ein britischer Archäologe. Sein Forschungsschwerpunkt lag im Bereich monastischer Einrichtungen des Frühmittelalters. Er war Mitbegründer der Landscape Archaeology.

## Leben
Mick Aston wuchs als Sohn eines Möbeltischlers auf. Er studierte Geographie mit dem Nebenfach Archäologie an der Universität Birmingham. Dort traf er den Archäologen Philip Rahtz, von dessen Lehrgrabungen in Sommerkursen er begeistert war. Seine erste professionelle Anstellung erfolgte beim Oxford City and County Museum, bevor er 1974 in Somerset County Archaeologist wurde – in dieser Funktion war er Staatsangestellter, der bei geplanten Bauprojekten prüfen musste, ob auf dem Baugrund archäologische Befunde vorliegen und ob gegebenenfalls eine Grabung oder sogar die Unterschutzstellung veranlasst werden muss. 1978 wurde er Tutor für Local Studies an der Universität Oxford. 1979 kam er an die Archäologische Abteilung der Universität Bristol und bekleidete dort von 1996 bis 2004 den Lehrstuhl für Landschaftsarchäologie, eine Teildisziplin der Archäologie, die er durch seine frühen Forschungen mitbegründete.
1991 präsentierte er in der vierteiligen Serie Time Signs des Fernsehsenders Channel 4 populärwissenschaftlich aufbereitet die archäologischen Arbeiten im Vorfeld der Errichtung des Süßwasserreservoirs Roadford Lake. Das Interesse daran war so groß, dass der Sender beschloss, mit Aston und anderen Archäologen und Historikern eine längere Serie über kurze, aber intensive Ausgrabungen zu produzieren. Dieses Time Team genannte Format lief erfolgreich über 20 Jahre und 280 Episoden. Aston sah sich darüber aber auch scharfer Kritik von Fachkollegen ausgesetzt. Für ihn war diese Sendung „eine Möglichkeit, seine Leidenschaft für die Archäologie mit gewöhnlichen Menschen zu teilen, anstatt ihre Geheimnisse hinter den Mauern der Universitäten wegzusperren“, wie es Tony Robinson, der Präsentator von Time Team ausdrückt.
In seinem akademischen Schaffen konzentrierte sich Aston auf die Landschaftsarchäologie des (Früh-)Mittelalters auf den Britischen Inseln. Besondere Forschungsschwerpunkte legte er dabei auf die Archäologie von Städten und Klöstern.
Nach seiner Emeritierung an der Universität Bristol 2004 wurde er Honorary Professor an der University of Durham und Honorary Visiting Professor an der University of Exeter. Mick Aston wurde 1976 zum Fellow der Society of Antiquaries of London und 2010 der Royal Geographical Society  ernannt.

## Veröffentlichungen (Auswahl)
- Landscape Archaeology: An Introduction to Fieldwork Techniques on Post-Roman Landscapes. David and Charles, 1974, ISBN 978-0-7153-6670-7.
- The Landscape of Towns. Littlehampton Book Services, 1976, ISBN 978-0-460-04194-2. (revidierte Fassung bei Sutton Pub Ltd, 2000, ISBN 978-0-7509-2489-4.)
- Interpreting the Landscape: Landscape Archaeology in Local Studies. Routledge, 1985, ISBN 978-0-7134-3650-1.
- The Medieval Landscape of Wessex. Oxbow, 1994, ISBN 978-0-946897-78-0.
- Monasteries in the Landscape (revised. ed.). The History Press, 2000, ISBN 978-0-7524-1491-1.
- Atlas Archäologie : die faszinierende Welt unserer Vorfahren. Paletti, Köln 2004, ISBN 978-3-89893-265-3.
- The Shapwick Project, Somerset: A Rural Landscape Explored. Maney, 2007, ISBN 978-1-905981-86-1.